# Merge Insertion
| QS-Informatik | Dieser Artikel wurde wegen inhaltlicher Mängel auf der Qualitätssicherungsseite der Redaktion Informatik eingetragen. Dies geschieht, um die Qualität der Artikel aus dem Themengebiet Informatik auf ein akzeptables Niveau zu bringen. Hilf mit, die inhaltlichen Mängel dieses Artikels zu beseitigen, und beteilige dich an der Diskussion! (+) |

Merge Insertion (auch bekannt als Ford-Johnson-Algorithmus) ist in der Informatik ein rekursives, vergleichsorientiertes Sortierverfahren, das mit weniger Vergleichen als Mergesort auskommt.

## Idee des Algorithmus
Der tatsächliche Aufbau des Algorithmus ist schwer zu verstehen. Deshalb soll an dieser Stelle die Idee von Merge Insertion kurz erläutert werden.
Mergesort benötigt immer die gleiche Anzahl Vergleiche abhängig von der Eingabelänge {\displaystyle n}, egal ob {\displaystyle n} eine Zweierpotenz ist oder nicht. Diese Tatsache macht sich Merge Insertion zu Nutze und schafft es deshalb, mit weniger Vergleichen als Mergesort auszukommen. Die Idee ist, die Eingabe bei der Rekursion nicht in möglichst gleich große Teillisten aufzuspalten, sondern immer die nächstgrößere Zweierpotenz zu bearbeiten. Dadurch benötigt Merge Insertion im Vergleich zur informationstheoretischen unteren Schranke {\displaystyle S(n)\geq \lceil \log _{2}n!\rceil } nur eine sehr geringe Anzahl Vergleiche mehr, als theoretisch notwendig.

## Laufzeit
Merge Insertion hat im Best-, Average- und Worst-Case eine  {\displaystyle {\mathcal {O}}(n\cdot \log(n))}-Komplexität.

## Algorithmus als Pseudocode
procedure MergeInsertion({\displaystyle S_{1}{,}...{,}S_{n}}):
```
 1. Sortiere die Eingabe 

  

    

      

        

          
S

          

            
1

          

        

        

          
,

        

        
.

        
.

        
.

        

          
,

        

        

          
S

          

            
n

          

        

      

    

    
{\displaystyle S_{1}{,}...{,}S_{n}}

  

 mit je einem Vergleich in 

  

    

      

        
⌊

        
n

        

          
/

        

        
2

        
⌋

      

    

    
{\displaystyle \lfloor n/2\rfloor }

  

 disjunkte Paare.
    Ergebnis: 

  

    

      

        

          
b

          

            
i

          

        

        

          
<

        

        

          
a

          

            
i

          

        

      

    

    
{\displaystyle b_{i}{<}a_{i}}

  

 mit 

  

    

      

        
i

        
=

        
1

        

          
,

        

        
.

        
.

        
.

        

          
,

        

        
⌊

        
n

        

          
/

        

        
2

        
⌋

      

    

    
{\displaystyle i=1{,}...{,}\lfloor n/2\rfloor }

  

 2. Sortiere die größeren Elemente 

  

    

      

        

          
a

          

            
1

          

        

        

          
,

        

        
.

        
.

        
.

        

          
,

        

        

          
a

          

            
⌊

            
n

            

              
/

            

            
2

            
⌋

          

        

      

    

    
{\displaystyle a_{1}{,}...{,}a_{\lfloor n/2\rfloor }}

  

 rekursiv mit MergeInsertion.
 3. Nenne das Ergebnis aus Schritt 2 die Hauptkette: 

  

    

      

        

          
b

          

            
1

          

        

        

          
<

        

        

          
a

          

            
1

          

        

        

          
<

        

        

          
a

          

            
2

          

        

        
.

        
.

        
.

        

          
<

        

        

          
a

          

            
⌊

            
n

            

              
/

            

            
2

            
⌋

          

        

      

    

    
{\displaystyle b_{1}{<}a_{1}{<}a_{2}...{<}a_{\lfloor n/2\rfloor }}

  

    Füge nun die restlichen Elemente 

  

    

      

        

          
b

          

            
2

          

        

        

          
,

        

        
.

        
.

        
.

        

          
,

        

        

          
b

          

            
⌈

            
n

            

              
/

            

            
2

            
⌉

          

        

      

    

    
{\displaystyle b_{2}{,}...{,}b_{\lceil n/2\rceil }}

  

 durch 
Binäres Einfügen
 in der Reihenfolge 
    

  

    

      

        

          
b

          

            
3

          

        

        
,

        

          
b

          

            
2

          

        

        
,

        

          
b

          

            
5

          

        

        
,

        

          
b

          

            
4

          

        

        
,

        

          
b

          

            
11

          

        

        
,

        

          
b

          

            
10

          

        

        
,

        

          
b

          

            
9

          

        

        
,

        

          
b

          

            
8

          

        

        
,

        

          
b

          

            
7

          

        

        
,

        

          
b

          

            
6

          

        

        
,

        
.

        
.

        
.

      

    

    
{\displaystyle b_{3},b_{2},b_{5},b_{4},b_{11},b_{10},b_{9},b_{8},b_{7},b_{6},...}

  

 in die Hauptkette ein.
```